# بوغنور ريجيس تاون
نادي بوغنور ريجيس تاون لكرة القدم (بالإنجليزية: Bognor Regis Town Football Club)‏ هو نادي كرة قدم إنجليزي مقره في بوغنور ريجيس، غرب ساسكس. الملقب بـ 'The Rocks'، والنادي تابع لاتحاد مقاطعة ساسكس لكرة القدم.